# Nathan Mayer Rothschild
Nathan Mayer, Freiherr von Rothschild (Fráncfort del Meno, Alemania, 16 de septiembre de 1777 -  Londres, Inglaterra 28 de julio de 1836) fue un banquero judío alemán, hombre de negocios y financista. Fue uno de los cinco hermanos que formaron la segunda generación de la dinastía banquera Rothschild. Nacido en Fráncfort del Meno, era el tercer hijo de Mayer Amschel Rothschild y Gutle Schnapper (1753–1849). Considerado el hombre más rico de la tierra y el más rico entre los Rothschild.
Entre 1798 y 1800 fue comerciante textil en Mánchester. En 1811 fundó el banco N M Rothschild & Sons en Londres, que sigue operando exitosamente hoy en día. También financió las guerras napoleónicas. Nathan invirtió el dinero del arriendo de soldados de Guillermo I de Hesse-Kassel en oro de la Compañía Británica de las Indias Orientales. Este oro fue necesario posteriormente para financiar la campaña del duque de Wellington.